# 鷲生功
鷲生 功（わしゅう いさお、1962年3月28日 - ）は、日本の俳優。東京都出身。野村誠一ウイングスジャパン所属。

## 人物・略歴
東京工学院専門学校演劇科卒業後、無名塾に第7期生として入塾。養成期間中に、塾の本公演『マクベス』で舞台デビュー。翌年の本公演『ハロルドとモード』で、タイトルロールのハロルドに抜擢される。その公演を観にきたNHKプロデューサーの目に止まり、連続テレビ小説『澪つくし』にレギュラー出演が決まる。
時代劇での活躍が多く、数年間、京都を活動の拠点にしたことがある。

## 出演

### 舞台
- ハロルドとモード（無名塾）
- スケリグ～肩甲骨は翼のなごり～
- 長州異聞（無名塾）

### テレビドラマ
- 澪つくし（1985年、NHK連続テレビ小説） - 坂東英一郎 役
- 太陽にほえろ! 第715話「山さんからの伝言」（1986年、日本テレビ） - 木場 役
- 大河ドラマ（NHK）
  - 独眼竜政宗（1987年） - 原田左馬助 役
  - 春日局（1989年） - 堀田正吉 役
  - 毛利元就（1997年） - 高橋興光 役
  - 天地人（2009年） - 上条政繁 役
- さすらい刑事旅情編 第1話「寝台特急“北斗星”の殺意」（1988年、テレビ朝日・東映）
- おふくろシリーズVI おふくろに乾杯（1990年、フジテレビ・東映）
- 次郎長三国志（1991年、テレビ東京・松竹） - 増川仙右衛門 役
- 鬼平犯科帳（フジテレビ・松竹）
  - 第3シリーズ 第6話「いろおとこ」（1992年1月29日） - 寺田又太郎、源三郎 役
  - 鬼平犯科帳スペシャル 盗賊婚礼（2011年9月30日） - 丑松 役
- 刑事貴族 第31話「刑事たちの忙しい夜」（1991年2月、NTV・東宝）
- 仕掛人・藤枝梅安「弐 梅安仕掛針」（1991年10月16日、フジテレビ） - 本間左近 役
- 必殺仕事人・激突! 第3話「水戸黄門の印篭」（1991年10月22日、テレビ朝日・松竹） - 弥之助 役
- 大岡越前（TBS / C.A.L）
  - 第12部 第7話「妖女が嗤う世継ぎの謎」（1991年11月25日） - 丁太 役
  - 第13部 第8話「抜荷の鍵は仏様」（1993年1月4日） - 仁之助 役
  - 第15部 第23話「辻斬りは拝領の太刀」（1999年2月22日） - 水口左京 役
- 名奉行 遠山の金さん（テレビ朝日・東映）
  - 第4シリーズ 第16話「天誅暗殺団を狙う美人芸者」（1992年） - 堺弥一郎 役
  - 第5シリーズ
    - 第6話「涙の仇討!二度裏切られた女」（1993年） - 三枝和馬
    - 第22話「旗本残酷物語 いれずみ侍の涙」（1993年） - 須貝英之進

  - 第6シリーズ 第2話「堅ぶつ侍と不良母」（1994年6月23日） - 大庭弥太郎 役
  - 第7シリーズ 第2話「美女連続殺人!裏切られた友情」（1995年9月14日） - 佐久間秀作 役
  - 第8シリーズ（遠山の金さんVS女ねずみ） 第4話「財産狙い! 草笛を吹く若妻」（1997年2月22日） - 徳太郎 役
  - 第9シリーズ（金さんVS女ねずみ） 第6話「瞼の母の犯罪」（19985月23日） - 丑三つの佐平次 役
- 暴れん坊将軍（テレビ朝日・東映）
  - 暴れん坊将軍IV 第62話「花婿新さん 晴れ姿日本一!」（1992年） - 浅野清三郎 役
  - 暴れん坊将軍V
    - 第3話「狙われた氷の美女」（1993年） - 本間孝之助 役
    - 第19話「おんな密偵の初恋」（1993年） - 河井鉄之進 役
    - 第40話「お泣き地蔵の恋」（1994年） - 利平 役

  - 暴れん坊将軍VI
    - 第3話「若殿新さんいじめられる!」（1994年） - 近藤弥太郎 役
    - 第37話「冷や飯剣法恋囃子」（1995年） - 神崎三郎太 役

  - 暴れん坊将軍VIII 第12話「母親なき家庭 誤解された父親」（1997年） - 角田龍太郎 役
  - 暴れん坊将軍IX 第28話「江戸城大揺れ!!吉宗ついに結婚か…」（1999年） - 井上正秀 役
- 銭形平次（フジテレビ）
  - 第2シリーズ 第2話「夢の中の殺人」（1992年） - 彦次郎 役
  - 第3シリーズ 第6話「落ちた天神花」（1993年） - 喜助 役
  - 第4シリーズ 第2話「吉凶ちょうちん」（1994年） - 喜之助 役
  - 第7シリーズ 第5話「暗闇に消えた五千両」（1998年） - 巳之吉 役
- 水戸黄門（TBS / C.A.L）
  - 第22部 第32話「会津名物夫婦下駄 -会津-」（1993年12月20日） - 味岡又八郎 役
  - 第25部 第5話「陰謀を砕く葛の糸 -掛川-」（1997年1月1月20日） - 滝沢甚之丞 役
  - 第28部 第11話「恋を叶えた岡崎灯籠-岡崎-」（2000年5月22日） - 水野忠盈 役
  - 第29部 第1話「将軍が最も恐れた男-江戸-」（2001年4月2日） - 瓜生忠蔵 役
  - 第30部 第5話「謎の河童の恩返し-遠野-」（2002年2月4日） - 松岡半蔵 役
  - 第31部 第1話「水戸・江戸」（2002年10月14日） - 佐助 役
  - 第34部 第15話「姑から逃げた嫁の秘密 -新庄-」（2005年5月2日） - 久保庄次郎 役
  - 第37部 第21話「おとぼけ主従の珍道中-白石-」（2007年9月3日） - 片倉小十郎 役
  - 第38部 第22話「俺の姉に手を出すな -小田原-」（2008年6月16日） - 藤ノ木屋箕の吉 役
- 喧嘩屋右近 第2シリーズ 第8話（SP）「当たるも八卦、当たらぬも八卦」（1993年、テレビ東京・松竹）
- 闇を斬る!大江戸犯科帳 第6話「忠義よりも武士道よりも」（1993年、NTV・ユニオン映画） - 有賀数馬 役
- 御家人斬九郎（フジテレビ / 映像京都）
  - 第1シリーズ 第8話「奇妙な刺客」（1994年） - 小松原修伍 役
  - 第2シリーズ 第2話「居残り」（1997年） - 酒井大介 役
- 豊臣秀吉 天下を獲る!（1995年1月2日、テレビ東京） - 斎藤義竜 役
- 雲霧仁左衛門（1995年、フジテレビ・松竹） - 高瀬俵太郎 役
- はぐれ刑事純情派 第8シリーズ 第19話「売上げ金強奪! ニセ警官の逆襲」（1995年、テレビ朝日）
- 江戸の用心棒II 第8話「髪結いの亭主で候」（1995年、NTV・ユニオン映画） - 政吉 役
- 土曜ワイド劇場（テレビ朝日）
  - 森村誠一の終着駅シリーズ
    - 6「人間の十字架 飛騨高山 刑事の妻の秘密旅行が連続殺人を呼ぶ」（1996年9月28日）- 大上達夫（松村雄基）の妻・大上美千代（秋本奈緒美）の不倫相手で、フリールポライター・今井昭一 役
    - 21「悪の条件 新宿発特急あずさ〜謎の女と消えた1億円!!」（2007年9月22日）- バンエンタープライズ社長・時岡慎介 役

  - 女弁護士 朝吹里矢子 6「幼い目撃者」（1999年3月13日）- 和蘭陀屋取締役・北島昇 役
  - 温泉 (秘) 大作戦 2「大分佐賀関で海の奇跡関サバをゲットせよ!」（2005年1月15日）- 金融屋・下条久志 役
  - 東京駅お忘れ物預り所 1「大分発寝台特急「富士」連続殺人!!夜行列車から殺人予告の手紙が!?死んだ女の謎の落とし物…」（2007年5月5日）- 八木真奈美（岩本千春）の婚約者、東亜物産社員・広坂洋介 役
- 忠臣蔵（1996年、フジテレビ） - 礒貝十郎左衛門 役
- 弁護士芸者のお座敷事件簿2（1998年、TBS）
- 隠密奉行朝比奈 第1シリーズ 第2話「萩焼きの女・秋吉台の決闘」（1998年6月24日、フジテレビ） - 村岡数馬 役
- 剣客商売（フジテレビ）
  - 第1シリーズ 第2話「井関道場四天王」（1998年10月21日） - 小沢主計 役
  - 第4シリーズ 第6話「誘拐」（2003年） - 室伏伊十郎 役
  - 第5シリーズ 第6話「その日の三冬」（2004年） - 青木丹三郎 役
- 京都始末屋事件ファイル 第4話（1999年、テレビ朝日） - 金巻医師 役
- 科捜研の女第1シリーズ 第8話「連続殺人を結ぶ美女!死を誘う光の謎!!」（1999年12月9日、テレビ朝日・東映）元・京都府洛南警察署・巡査部長 役
- 熱血!周作がゆく 第9話「真剣勝負!明日への旅立ち」（2000年12月14日、テレビ朝日・東映） - 高柳又四郎 役
- 京都祇園入り婿刑事事件簿8（2001年、フジテレビ） - 宗像秀一
- スタアの恋 第1話「彼女が寝てる間に」（2001年、フジテレビ）
- 旗本退屈男 第10話「南国の対決」（2001年11月6日、フジテレビ・東映）
- 八丁堀の七人（テレビ朝日・東映）
  - 第3シリーズ 第10話「大名行列への討入り!名誉を賭けた戦い!!」（2002年3月11日） - 進藤右京 役
  - 第4シリーズ 第2話「初恋の罠!黙秘する女取立て屋」（2003年1月13日） - 桑原純之助 役
  - 第5シリーズ 第1話（SP）「美人女将が仕組んだ罠!悲しい過去が殺意を招く」（2004年1月5日） - 和馬 役
  - 第6シリーズ（2005年） - 結城蔵人 役
    - 第1話「地獄を見た夫婦!幕府に恨みあり」（1月10日）
    - 第2話「御金蔵破り!夫の恨みを晴らす女」（1月17日）
- 盤嶽の一生 第3話「津軽の男」（2002年4月13日、フジテレビ）- 仙吉
- 子連れ狼 第2部 第18話「待っていろ烈堂!一刀怒りの剣と妻の悲痛な涙…」（2003年12月8日、テレビ朝日・東映） - 御影新八郎 役
- 銭形平次 第1シリーズ 第11話「十手返上!罠に落ちた平次一家」（2004年6月21日、テレビ朝日・東映） - 鮫蔵 役
- 相棒 season4 第9話「冤罪」（2005年12月7日、テレビ朝日）- 東京地方検察庁・検事・曽根崎真 役
- 徳川家康と三人の女（2008年、テレビ朝日） - 井伊直政 役
- 主水之助七番勝負〜徳川風雲録外伝〜 第1話「剣鬼・人面狼之助」（2008年10月20日、テレビ東京） - 佐々勇次郎 役
- 必殺仕事人2009 第21話（2009年6月19日、テレビ朝日） - 日村早雲 役
- 外事警察（2009年12月、NHK土曜ドラマ）
- 京都殺人案内（2010年2月27日、朝日放送） - 坪井正伸 役
- 京都地検の女（テレビ朝日）
  - 第2シリーズ 第1話（2005年1月13日） - 相川浩 役
  - 第6シリーズ 第2話（2010年10月21日） - 小倉啓介 役
- 坂の上の雲（2010年12月、NHKスペシャルドラマ） - 山下源太郎 役
- 十津川警部シリーズ 50「消えたタンカー」（2013年9月9日、TBS）- 「アラビアンナイト号」船医・ドクター・竹田良宏 役
- 剣客商売 陽炎の男（2015年9月11日、フジテレビ・松竹） - 井村松軒 役
- 立花登青春手控え 第2回（2016年5月20日、NHK BSプレミアム） - 清助 役

### 映画
- 父よ母よ!（1980年）
- 自立する（1985年）
- 熱海殺人事件（1986年）
- 大誘拐 RAINBOW KIDS（1991年）
- 必殺! 三味線屋勇次（1999年）
- さくや妖怪伝（2000年）
- 首相官邸の女（2001年）
- ピカレスク 人間失格（2002年）
- 跋扈妖怪伝 牙吉 第二部（2003年）
- 透光の樹（2004年） - 若い頃の山崎火峯 役

### オリジナルビデオ
- 首領への道 第3話・第4話 - 草薙純一郎 役

### テレビCM
- トヨタ自動車「カリーナ」（1992年） - 富田靖子と共演[1]

### その他
- FMシアター「満月の夜」